# Wolha Chischynkowa

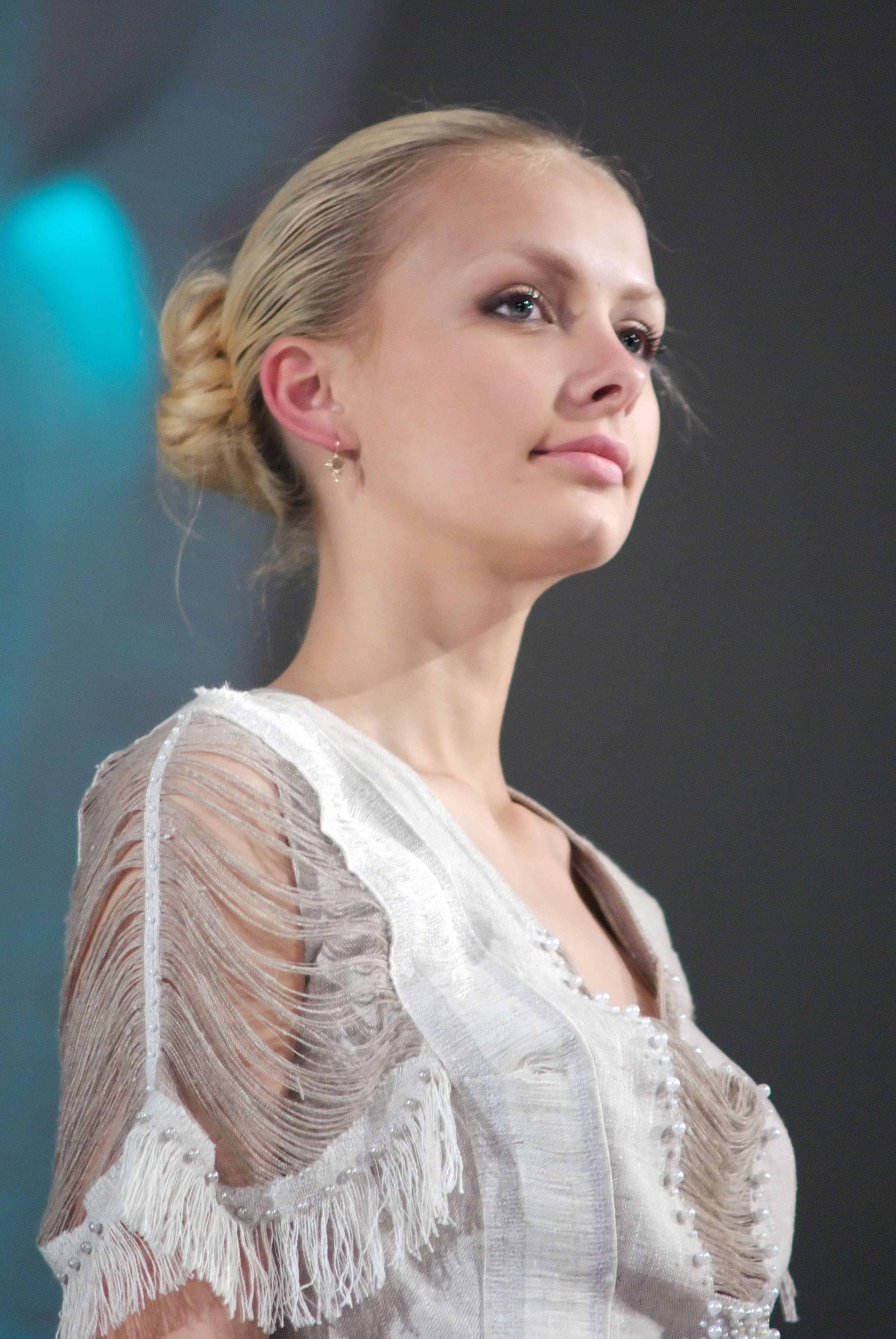
Wolha Chischynkowa (2006)

Wolha Chischynkowa (belarussisch Вольга Хіжынкова, russisch Ольга Хижинкова Olga Chischinkowa; * 22. November 1986 in Wizebsk, Weißrussische Sozialistische Sowjetrepublik, Sowjetunion) ist eine ehemalige belarussische Schönheitskönigin. Sie war Miss Belarus 2008 und vertrat Belarus bei Miss World 2008 im südafrikanischen Johannesburg.

## Leben und Karriere
Von 2016 bis März 2020 arbeitete Chischynkowa als Sprecherin des Fußballclubs FK Dinamo Brest.
Am 15. September 2020 verließ Chischynkowa die National School of Beauty, weil „Experimente mit dem eigenen Gewissen immer ein trauriges Ergebnis haben“.
Chischynkowa wurde am 8. November 2020 verhaftet, weil sie an den Protesten in Minsk teilgenommen hatte.